# 乌克兰博物馆 (纽约)

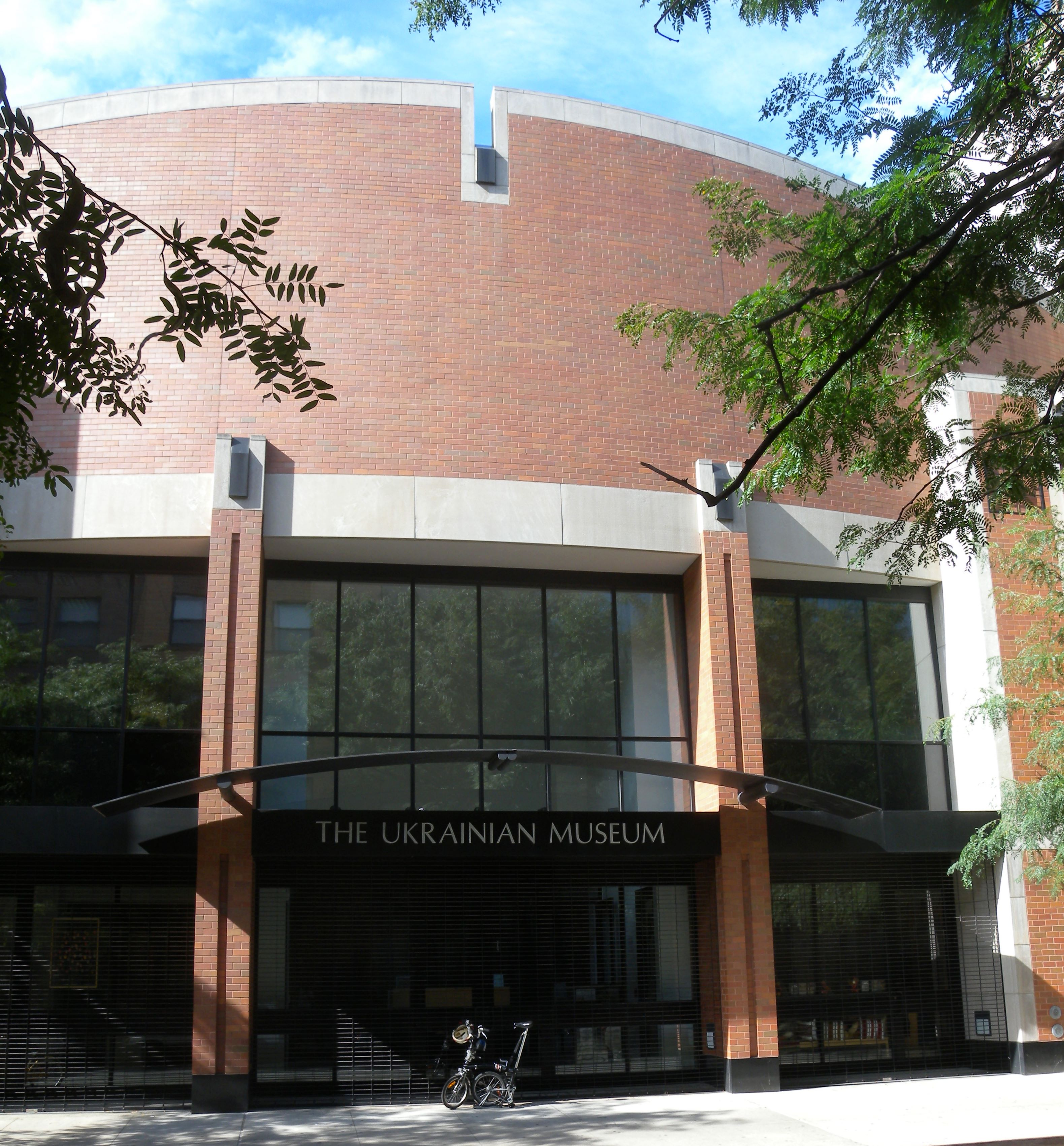

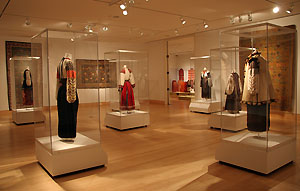

40°43′40″N 73°59′23″W / 40.727801°N 73.989699°W
乌克兰博物馆（英語：Ukrainian Museum）是一座位于纽约市曼哈顿东村的东6街222号（第二大道和库珀广场之间）的博物馆。

## 历史
由美国乌克兰国家妇女联盟（UNWLA）创立于1976年，据称是美国最大的关于乌克兰人文化遗产的博物馆。2005年之前，该博物馆位于第二大道203号，介于11街和12街之间。新建筑由纽约市Sawicki Tarella建筑设计公司的乌克兰裔美国建筑师George Sawicki设计，主要由乌克兰社区资助。
博物馆的藏品分为三大类：“民间艺术”，包括节日和仪式服饰以及其他服装、陶瓷、金属制品和木雕以及乌克兰复活节彩蛋；“美术”，包括乌克兰著名艺术家的绘画、雕塑和平面作品；以及记录乌克兰移民到美国的历史和文化遗产的物品，包括照片、个人信件、海报、传单和海报、邮票和硬币。